# Gustavo Petro
Gustavo Francisco Petro Urrego (Ciénaga de Oro, 19 aprile 1960) è un economista e politico colombiano con cittadinanza italiana. È il Presidente della Colombia dal 7 agosto 2022, nonché leader del partito Colombia Humana, facente parte della coalizione Pacto Histórico. È stato, inoltre, sindaco di Bogotà tra il 2012 e il 2015.

## Biografia
Gustavo Petro, di origini italiane da parte materna (la nonna Lucia Pellegrini proveniva da Conza della Campania, in provincia di Avellino), è cresciuto nel comune di Ciénaga de Oro, vicino alla costa caraibica, in una casa in stile bahareca (una costruzione tradizionale in legno e terra) con un tetto di palme. Lui e la sua famiglia si sono trasferiti quando il padre ha trovato lavoro come insegnante a Zipaquirá, una piccola città operaia nota per le sue miniere di sale nella Colombia centrale.
Ha studiato nella stessa scuola pubblica - gestita dai preti di Franco - dove all'inizio degli anni '40 aveva studiato Gabriel García Márquez, che all'epoca fu espulso come "comunista". Petro racconta che il suo impegno politico è nato da due eventi fondamentali: il colpo di Stato del 1973 in Cile contro Salvador Allende e la lettura di García Márquez. Da adolescente, insieme ai compagni di classe, ha creato un giornale di denuncia sociale chiamato Carta al Pueblo e un centro culturale Gabriel García Márquez. Ha incontrato operai, sindacalisti e sacerdoti di sinistra sensibili alla teologia della liberazione.
Convinto che la guerriglia potesse cambiare il sistema politico ed economico della Colombia, all'età di 17 anni si è unito al Movimento 19 Aprile (M-19), un gruppo guerrigliero di orientamento bolivariano, socialista e democratico. Durante la clandestinità, utilizzò lo pseudonimo di Aureliano, un personaggio del romanzo Cento anni di solitudine. Non partecipò però alla lotta armata, operando invece come attivista.
Parallelamente al suo impegno clandestino, ha studiato economia a Bogotà. Con l'M-19, ha guidato l'occupazione di un terreno per ospitare 400 famiglie povere sfollate con la forza dai gruppi paramilitari, e ha poi contribuito alla costruzione di quello che sarebbe diventato il quartiere Bolívar 83. In seguito si è dato alla clandestinità e si è avvicinato a Carlos Pizarro, uno dei principali comandanti dell'M-19, insistendo con lui sulla necessità di una soluzione politica negoziata al conflitto armato colombiano e sulla transizione verso un'Assemblea Costituente. Arrestato dall'esercito nel 1985, è stato torturato per dieci giorni nelle stalle della XIII Brigata e poi imprigionato.
Nel 1990 è stato firmato un accordo di pace tra il governo e diversi guerriglieri, tra cui l'M-19. Quest'ultimo ha formato il partito politico Alianza Democrática M-19 e la lista che ha presentato alle elezioni per l'Assemblea Nazionale Costituente del 1991 ha ottenuto il primo posto. Tuttavia, Carlos Pizarro Leongómez, candidato del partito alle elezioni presidenziali del 1990, fu assassinato.
È stato membro della Camera dei rappresentanti dal 1991 al 1994 e dal 1998 al 2006. È stato poi senatore dal 2006 al 2010. Sottoposto a frequenti minacce di morte, dal 1994 è stato costretto a quattro anni di esilio dopo l'intercettazione di comunicazioni radio in cui il capo dell'ufficio del Procuratore Generale chiedeva al comandante paramilitare Carlos Castaño di assassinarlo.
Formatosi come economista, è stato membro del partito di sinistra Polo Democratico Alternativo dal 2005 al 2010, prima di creare il Movimento Progressista nel 2011.
Come parlamentare, ha denunciato la "parapolitica", ovvero le relazioni tra i membri eletti della maggioranza presidenziale e le milizie paramilitari che li aiutano a farsi rieleggere sbarazzandosi degli avversari. Contribuisce inoltre a far conoscere lo scandalo dei falsi positivi (esecuzioni di migliaia di civili innocenti da parte dell'esercito per presentarli come guerriglieri uccisi in combattimento). Infine, ha attaccato il DAS, il servizio segreto colombiano, accusato di essere utilizzato dal presidente Álvaro Uribe per neutralizzare i suoi avversari politici.
Nel 2009 ha rassegnato le dimissioni per potersi candidare alle elezioni presidenziali colombiane del 2010, arrivando quarto.

### Sindaco di Bogotà

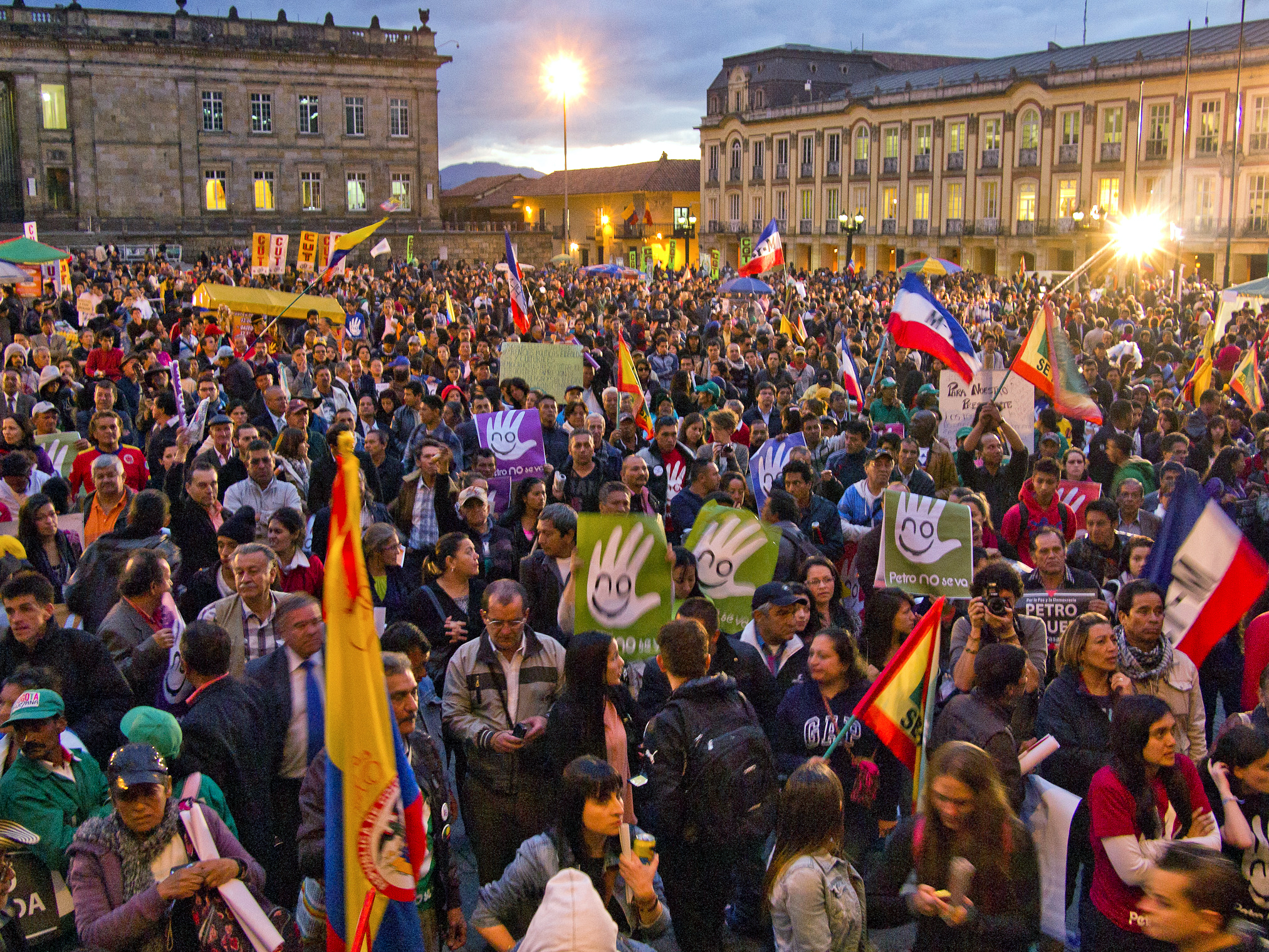
Manifestazione di piazza contro la destituzione di Petro da Sindaco di Bogotà.

Dopo alcune divergenze ideologiche con i leader del Polo Democratico Alternativo, ha fondato il Movimiento Progresistas, successivamente rinominato Colombia Humana, per partecipare alle elezioni come sindaco di Bogotà. Il 30 ottobre 2011 è stato eletto sindaco di Bogotá, assumendo la carica il 1º gennaio 2012.
Il programma del suo movimento Bogotá Humana prevedeva la lotta alla povertà e alla disuguaglianza attraverso politiche pubbliche a favore dei più poveri, la protezione dell'ambiente e la lotta al cambiamento climatico, il rafforzamento della partecipazione dei cittadini ai processi decisionali e la lotta alla corruzione strutturale, dato che il sindaco precedente e il suo fratello senatore si erano arricchiti assegnando appalti pubblici a imprese in cambio di tangenti. Tuttavia, il suo programma non è ben accolto dalle classi dirigenti tradizionali; già prima del suo insediamento, diversi media ne chiedevano le dimissioni.
Le politiche sociali e il miglioramento dei servizi pubblici hanno accelerato la riduzione della povertà; durante la sua amministrazione quasi mezzo milione di persone sono uscite dalla povertà. La mortalità infantile è diminuita e il tasso di omicidi ha raggiunto il minimo storico. Questo è il risultato di una combinazione di politiche pubbliche (fornitura minima di acqua potabile per ogni famiglia, programma di prevenzione sanitaria nei quartieri poveri, asili nido, rafforzamento dell'istruzione pubblica, centri giovanili per l'educazione artistica, tariffe di trasporto preferenziali per i poveri).
Nel 2013 fu indagato e il 19 marzo 2014 destituito dalla carica di sindaco, dalla Procura Generale colombiana, per abuso d'ufficio a seguito di presunte irregolarità nella gestione della raccolta dei rifiuti. Dopo avere fatto ricorso presso il Tribunale Superiore della Cundinamarca e la Comisión Interamericana de Derechos Humanos, Petro venne prima reintegrato come sindaco già il 23 aprile 2014 e poi assolto dal Consiglio di Stato nel 2017, che condannò la Procura Generale al risarcimento della retribuzione di Petro.

### Elezioni del 2018
Il 27 maggio 2018 è arrivato secondo nel primo turno delle elezioni presidenziali con oltre il 25% dei voti, perdendo al ballottaggio del 17 giugno contro Iván Duque Márquez.

### Elezioni del 2022
Si candida nuovamente alle elezioni presidenziali del 2022 a capo della coalizione Pacto Histórico.
Tra i punti chiave del suo programma figurano una riforma agraria per ripristinare la produttività di 15 milioni di ettari di terreno e porre fine al "narco-latifondismo", l'interruzione di tutte le nuove esplorazioni petrolifere per liberare il Paese dalla dipendenza dalle industrie estrattive e dai combustibili fossili, infrastrutture per l'accesso all'acqua e lo sviluppo della rete ferroviaria, investimenti nell'istruzione pubblica e nella ricerca, riforma fiscale e riforma del sistema sanitario, in gran parte privatizzato. Ha annunciato che il suo primo atto da presidente sarà quello di dichiarare lo stato di emergenza economica per combattere la fame diffusa. Sostiene proposte progressiste sui diritti delle donne e sulle questioni LGBTQ. Ha annunciato di voler ripristinare le relazioni diplomatiche con il Venezuela.
Durante la campagna elettorale ha dovuto affrontare una campagna da parte di diversi media che hanno cercato di equipararlo al presidente venezuelano Nicolás Maduro e hanno affermato che ha in programma misure di esproprio se diventerà presidente. In risposta agli attacchi, il 18 aprile ha firmato un documento pubblico in cui si impegnava a non effettuare alcun tipo di esproprio se eletto. Anche il generale Eduardo Zapateiro, comandante dell'esercito colombiano, ha criticato severamente Petro durante la campagna, suscitando polemiche, soprattutto perché la Costituzione colombiana vieta espressamente ai militari di effettuare interferenze nella vita politica del Paese. Nello stesso periodo Petro riceve delle minacce di morte dal gruppo paramilitare narcotrafficante La Cordillera, che lo obbligano a sospendere la campagna elettorale.
Dopo essere risultato primo al primo turno, avendo ottenuto il 40,34% dei voti, si presenta al secondo turno contro lo sfidante Rodolfo Hernández, da cui esce vincitore con il 50,44% dei voti.

### Presidenza
Il 7 agosto 2022, Gustavo Petro ha prestato giuramento come Presidente della Repubblica di Colombia.
Ha trascorso il mese e mezzo tra la sua elezione e il suo insediamento negoziando con i partiti politici centristi e di destra per costruire una maggioranza al Congresso, dove la sinistra è in netta minoranza in entrambe le camere. In cambio di diversi seggi nel suo governo, ottenne l'appoggio del Partito Liberale, la più grande forza alla Camera e la terza al Senato, e del Partito della U. Entrambi i partiti avevano chiesto di votare contro di lui sia al primo che al secondo turno delle elezioni presidenziali. Alla fine, la sua coalizione eterogenea comprende una decina di formazioni politiche. Il riformista conservatore Alvaro Leyva è stato nominato al Ministero degli Affari Esteri, mentre tre ex ministri liberali sono stati nominati alle Finanze, all'Agricoltura e all'Istruzione. L'avvocato Iván Velásquez, difensore dei diritti umani ed ex presidente della Commissione internazionale contro l'impunità in Guatemala (CICIG), diventa ministro della Difesa. L'attivista per i diritti umani Leonor Zalabata viene nominata ambasciatrice alle Nazioni Unite, diventando così la prima persona indigena a ricoprire questa carica, finora sempre ricoperta da diplomatici di carriera o da membri dell'élite conservatrice.
Pochi giorni prima del suo insediamento, il 26 luglio ha superato con successo la sua prima prova politica con l'approvazione da parte del Senato dell'accordo di Escazú, il più importante trattato di protezione ambientale adottato in America Latina, che in precedenza era stato respinto quattro volte dai senatori. Petro aveva fatto della sua ratifica una promessa in campagna elettorale. Tuttavia, il team incaricato della transizione dal governo uscente avverte che "la situazione fiscale e il livello del debito sono ancora più critici di quanto immaginato".
L'arrivo di Gustavo Petro alla presidenza non è ben accolto dal comando dell'esercito e diversi generali si sono espressi sulla stampa. Il comandante in capo dell'esercito, Enrique Zapateiro, si è dimesso dal suo incarico. Il 12 agosto Petro ha nominato un nuovo comando militare con l'obiettivo di "aumentare sostanzialmente il rispetto dei diritti umani e delle libertà pubbliche"; circa 30 generali hanno perso il loro posto.
L'11 agosto la Colombia e il Venezuela hanno ristabilito le relazioni diplomatiche dopo una pausa di tre anni. I due Paesi riprenderanno anche la cooperazione militare nella porosa zona di confine comune, dove sono presenti guerriglieri, paramilitari e trafficanti di droga. Il governo colombiano sta riprendendo i negoziati di pace con i guerriglieri dell'Esercito di Liberazione Nazionale (ELN), sospesi dal precedente governo.
Un mese dopo il suo insediamento, Petro annuncia una graduale sospensione dello sfruttamento petrolifero nella foresta amazzonica. Propone di coinvolgere la comunità internazionale nella lotta contro la deforestazione e gli incendi e pensa di presentare alla conferenza delle Nazioni Unite sul clima del 2022 il progetto di un fondo internazionale per la conservazione della foresta amazzonica, dotato di circa 500 milioni di dollari all'anno per 20 anni, che verrebbe utilizzato per pagare gli agricoltori affinché si prendano cura della foresta e recuperino le aree disboscate. Molti incendi vengono appiccati per ottenere nuovi terreni per l'agricoltura.

## Vita privata
Gustavo Petro è sposato dal 2000 con la filantropa Verónica Alcocer.

## Controversie
Nel 2013 fu indagato e il 19 marzo 2014 destituito dalla carica di sindaco, dalla Procura Generale colombiana, per abuso d'ufficio a seguito di presunte irregolarità nella gestione della raccolta dei rifiuti. Dopo avere fatto ricorso presso il Tribunal Superior de Cundinamarca e la Comisión Interamericana de Derechos Humanos, Petro venne prima reintegrato come sindaco già il 23 aprile 2014 e poi assolto dal Consiglio di Stato nel 2017, che condannò la Procura Generale al risarcimento della retribuzione di Petro.
Nel 2016 un reportage del quotidiano colombiano El Espectador ha rilevato e successivamente confermato, la non veridicità di tre tra i vari titoli accademici conseguiti e dichiarati da Petro nei suoi curriculum. Lo stesso Gustavo Petro, in un articolo successivo, affermò che lui avesse seguito quei corsi di studio, senza però conseguire le lauree per diverse motivazioni, tra le quali il non essere riuscito a raggiungere un accordo con la Pontificia Universidad Javeriana sull'argomento della tesi di laurea.
Il 30 luglio 2021 in un messaggio su Twitter, Petro dichiarò che "Secondo le prime indagini, i vaccini sono inutili contro il virus Covid Delta". In un successivo tweet dello stesso giorno, Petro si difese riportando che l'affermazione secondo la quale i vaccini, secondo le prime indagini, non proteggessero dalla variante Delta provenisse dall'immunologo e Consigliere medico capo del presidente degli Stati Uniti Anthony Fauci, riportando anche un video di quest'ultimo. In un tweet del giorno successivo precisò che il suo primo messaggio del 30 luglio potesse trarre in inganno un lettore ignaro, affermando che i vaccini servissero per salvare vite e ad evitare i ricoveri, e che fosse quindi necessario vaccinarsi. Il 3 agosto lo stesso Petro ricevette la seconda dose di vaccino, esortando nuovamente la popolazione colombiana a vaccinarsi.